# Terzolas
Terzolas (Solander: Tergiolas, deutsch veraltet: Knappendorf, auch Tölsach oder Tertzels) ist eine norditalienische Gemeinde (comune) im Trentino und in der autonomen Region Trentino-Südtirol mit 643 Einwohnern (Stand am 31. Dezember 2023). Die Gemeinde liegt etwa 35,5 Kilometer nordnordwestlich von Trient am Noce und gehört zur Talgemeinschaft Comunità della Valle di Sole.

## Verkehr
Durch die Gemeinde führt die Strada Statale 42 del Tonale e della Mendola von Treviglio nach Bozen. Der Bahnhof liegt an der Schmalspurbahn von Trient nach Malè und Marilleva.